# Wollspinnersberg
Der Wollspinnersberg in Wuppertal ist mit 273 Meter über NN die höchste Erhebung im Barmer Nordpark.

## Lage und Name
Der Wollspinnersberg gehört zu der von Südwest nach Nordost verlaufenden Bergrückenkette Hardt-Stübchensberg-Nordpark. Er  befindet sich zwischen dem Tal der Wupper und den eigentlichen Barmer Höhen, die auf Hatzfeld 300 Meter erreichen.
Umschlossen wird der Wollspinnersberg als höchster Gipfel von Norden im Uhrzeigersinn von den Ortslagen und Erhebungen: Hatzfeld, Mallack, Wichlinghausen, Wichelhausberg, Sedansberg, Rott, Gelber Sprung und Riescheid.
Die Namensherkunft ist nicht gesichert, sie erscheint seit dem frühen 19. Jahrhundert auf amtlichen Karten. Vorher wurde die Erhebung oft als Klingelholler Berg bezeichnet.

## Geologie
Im gesamten Nordpark, besonders aber an den teilweise steilen Flanken des Wollspinnersberges findet sich geologisch interessantes Schichtgestein. In dem vom Nordstädter Bürgerverein e.V. (NBV) angelegten und betreuten Wildgehege befindet sich eine tiefe L-förmige Schlucht, die der Bachlauf an der Zietenstraße in südlicher Richtung durchfließt. Den Waldbestand bilden ausschließlich Laubbäume, hauptsächlich Buchenarten. Das gesamte Areal ist in den letzten Jahren stark durchforstet worden und es entstanden dadurch einige Kammlichtungen.
Der Wollspinnersberg in Teil des Lehrpfad Geopfad.

## Natur
Im größeren Umkreis des Wollspinnersberges, der den ganzen Nordpark umfasst, gibt es gepflegte Spazierwege und im westlichen Teil eine Hunde-Freilaufzone. Östlich des Wollspinnersberges ergibt sich eine prächtige Aussicht über das Tal der Wupper mit Blick Richtung Heckinghausen und Oberbarmen bis hinüber zum Ehrenberg. In sonniger Lage wurden hier Blumenterrassen mit jahreszeitlich wechselnden Vegetationen angelegt. 

## Einrichtungen und Verkehr
Neben dem Nordpark finden sich in den angrenzenden Bezirken Friedhöfe, das evangelische Johanneum, eine Förderschule, Grundschulen, Sportplätze, ein Altenheim sowie offene und geschlossene Wohngebiete. 
Westlich der Turmterrassen-Gastronomie steht ein hoher Sendemast, der unter anderem auch als Fernsehumsetzer für das ZDF und den WDR fungiert. 2003 wurde der Mast erneuert und verstärkt.
Erschlossen ist der Wollspinnersberg durch die WSW-Buslinien 612, 622, 628, 632 und 644. Für PKW befindet sich ein Parkplatz nordöstlich des Ausflugslokals. Der ursprünglich nordwestliche Bereich Richtung Hatzfeld wurde ab 1966 beim Bau der B 326 (später A 201 / A 46) beschnitten und der dort fließende Leimbach zum Teil verrohrt. 1991 wurde entlang der Autobahn eine Schallschutzwand errichtet.